# Софіївка (зупинний пункт)
Софі́ївка — залізничний зупинний пункт Полтавської дирекції Південної залізниці.
Розташований біля села Софіївка Ічнянського району Чернігівської області на лінії Григорівка — Качанівка між станціями Григорівка (12 км) та Качанівка (7 км).
Станом на лютий 2020 року пасажирське сполучення по Софіївці відсутнє.